# 交州
交州（こうしゅう）は、中国の漢から唐にかけて置かれた行政区域。現在のベトナム北部および中華人民共和国・広西チワン族自治区の一部などが含まれる。名称は前漢の武帝が置いた十三刺史部の一つ、交趾に由来する。

## 漢代
前111年（元鼎6年）、前漢が南越国を滅ぼすと、その故地に交趾刺史部を設置し、十三刺史部の一つとした。当時の交州は漢朝最南端の領域であり、下記9郡を管轄した。
- 南海郡 - 現在の広東省広州市。
- 蒼梧郡 - 現在の湖南省南部から広西チワン族自治区西北部。
- 鬱林郡 - 現在の広西チワン族自治区中部。
- 合浦郡 - 現在の広西チワン族自治区北海市。
- 珠厓郡 - 現在の海南省。
- 儋耳郡 - 現在の海南省。
- 交趾郡 - 現在のベトナム。
- 九真郡 - 現在のベトナム。
- 日南郡 - 現在のベトナム。

後漢初期に徴姉妹による独立政権が3年間存在したが、間もなく馬援により平定され中原の統治下に組み込まれた。192年（初平3年）、チャム族の区連が日南郡象林県令を殺害し自立、日南郡の大部分を勢力下に収めチャンパ王国を立て、漢朝とは順化県を境界としている。
203年（建安8年）、後漢朝は交趾刺史部を交州と改称、広信県（現在の広西チワン族自治区梧州市蒼梧県）を州治とし、後に番禺県に遷り、現在の広東省・広西チワン族自治区の大部分とベトナムのトゥアティエン＝フエ省以北の地域を統轄した。

## 三国時代
後漢末の混乱期、交州は交趾太守の士燮の統治を受けた。中原に比べ比較的安定していたため中原より多くの人士が移住し中原文化を伝え交州の発展に寄与し、また続く三国時代では各政権に登用され中国史に大きな影響を与えている。
211年（建安16年）、劉備の益州攻略に際しては呉は歩騭を交州刺史に任命し、交州を呉の勢力下においた。223年（蜀漢の章武3年、呉の黄武2年）に劉備が死去すると士燮は益州の豪族であった雍闓を離反させ呉に帰順させることに成功した。226年（黄武5年）に士燮が死去すると現在の広西チワン族自治区北海市合浦県を境界に、北部に広州を新設した。呂岱・戴良をそれぞれ広州・交州刺史とし、士燮の子である士徽を九真太守としたが、その待遇に不満を有す士徽が反乱、呂岱は交州及び九真に攻め入り反乱を平定するとともに、再び広州と交州が統合されている。
248年（赤烏11年）、趙国達・趙氏貞兄妹らが呉に対して反乱を起こしたが、交州刺史陸胤によって鎮圧される。
263年（蜀漢の炎興元年、魏の景元4年、呉の永安6年）、蜀漢が滅亡した。これより先、交州で呂興が反乱を起こし、魏の支援を獲得しようとした。魏は元蜀漢の将軍の霍弋に対処させた。呂興はまもなく内輪もめで功曹の李統に殺されたが、霍弋は爨谷・馬融を相次いで派遣した。呉は即座に攻略できないとみて、広州を再設置して魏に備えた。西晋が成立すると、病死した馬融の後任として楊稷を派遣し呉の大都督であった薛珝、蒼梧太守の陶璜を退け、西晋が交州の支配権を確立した。271年（西晋の泰始7年、呉の建衡3年）、陶璜が守将の楊稷を降伏させ、再び交州は呉の支配下となった。
279年（西晋の咸寧5年、呉の天紀3年）、広州の郭馬が呉に反乱を起こすと、交州にも反乱軍が侵攻した。呉は鎮圧できないまま西晋の侵攻を招き、280年（西晋の咸寧6年、呉の天紀4年）に呉は降伏、中国は西晋によって再統一された（呉の滅亡）。

## 両晋南北朝時代
280年（太康元年）に西晋が中国を統一して以降、交州は南朝各朝代により統治された。南朝宋以降は南は愛州・徳州に分割され現在のゲアン省とトゥアティエン＝フエ省境界まで、東は越州・安州に分割され合浦水（現在の南流江）の河口まで境界が遷り、南朝梁以後は紅河デルタ一帯のみの領域に限られた。542年（大同8年）には龍興県（現在のタイビン省）で李賁が反乱、544年（天徳元年）には「万春」を建国している。しかし翌年南朝梁の陳霸先により反乱は鎮圧された。

## 隋唐代
571年（太建3年）、李仏子が交州で自立したが、後に隋朝に帰順することを拒絶したため隋軍により捉えられ長安に護送、以降交州は隋朝の統治を受けることとなった。
唐朝が成立すると嶺南地方は交州・広州・桂州・容州・邕州の5都護府に分割され「嶺南五管」と称された。624年（武徳7年）には交州都督府と、679年（儀鳳4年）には安南都護府と改称され、以降交州は安南と称されることとなった。